# Cnemis

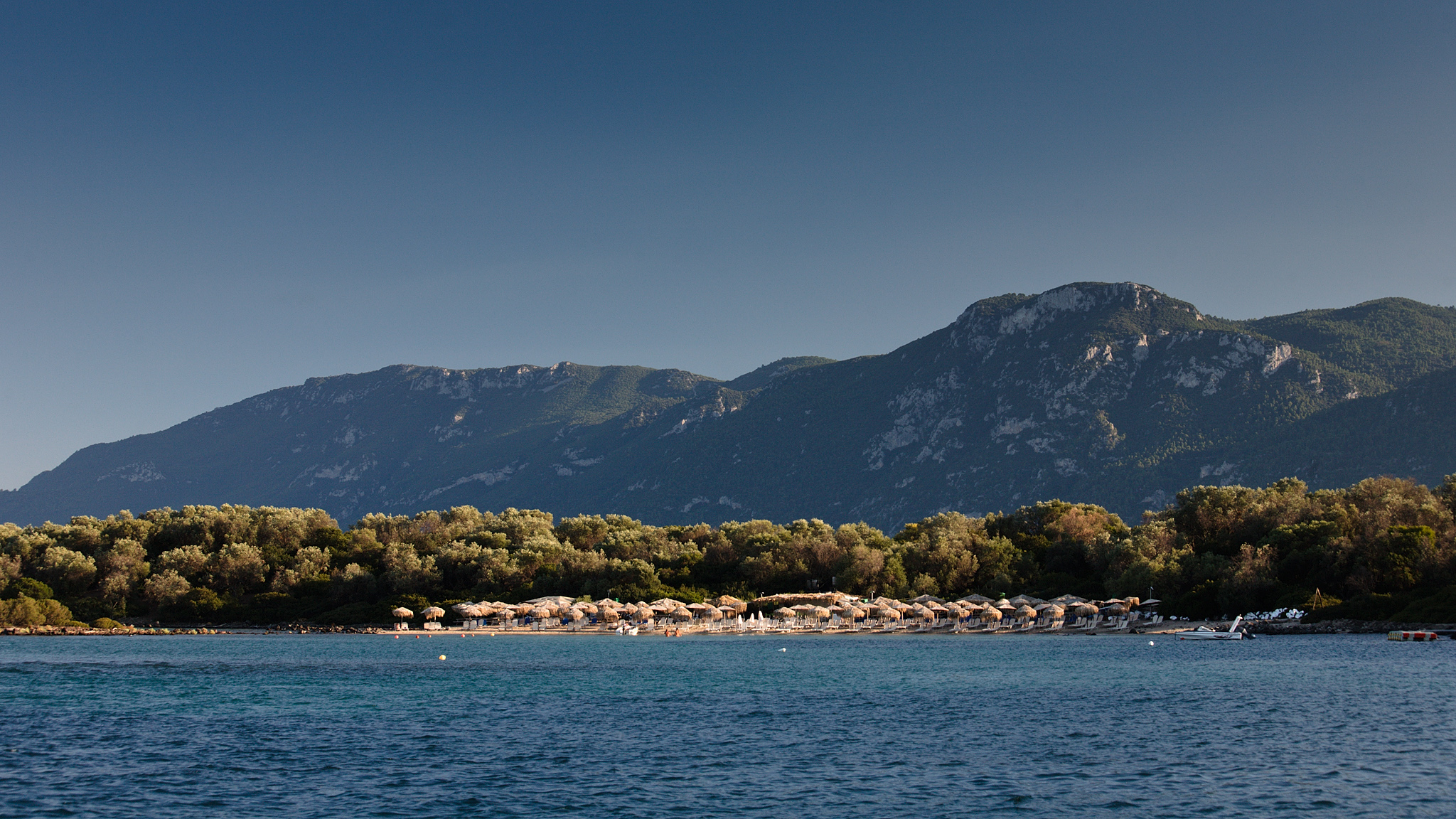
La sierra vista desde la proximidad de las islas Lichades.

Cnemis (en griego antiguo: Κνῆμις: Κνῆμις; en griego: Κνημίς) es una sierra que fijaba la frontera entre la Fócida y la Lócrida Epicnemidia, cuyo nombre provenía del de este macizo montañoso. El monte Cnemis era una continuación del Calídromo, con el que estaba conectado mediante una cresta, al pie de la cual se encuentra el pueblo moderno de Mendenitsa. Un espolón avanza hasta el mar   y forma el promontorio del cabo Cnemide (Κνημῖδες), frente a las islas Lichades y al promontorio eubeo de Cenaeum. En el cabo Cnemide había una fortaleza homónima que distaba veinte estadios de Tronio.